# 益昌公主
益昌公主（?—?），唐朝公主，是中国唐朝第十九代皇帝唐昭宗李晔的第七女。她的生母不详，史书仅仅记载了乾宁元年（894年）十月十四日获封号益昌公主。因为唐朝末年和五代十国的混乱，史料失散，所以没有关于益昌公主的相关记载。